# 齊默爾曼島
66°26′S 110°27′E / 66.433°S 110.450°E
齊默爾曼島（英語：Zimmerman Island）是南極洲的島嶼，位於威爾克斯地，處於韋萊因島東南面0.6公里，屬於風車群島的一部分，根據美國海軍拍攝空中照片繪入地圖，現時由南極條約體系管理。